# Почиковская, Леокадия
Леокадия Почиковская (р. 24 сентября 1955 года, Крево, Сморгонский район, Молодечненская область, БССР) — литовская политик и общественный деятель, политическая деятельница польского национального меньшинства, депутат Сейма Литовской Республики в 2004—2008 годах.

## Биография
Родилась в Белоруссии. В возрасте 3 лет переехала с родителями, дедушками и бабушками в Вильнюс.
В 1972 году закончила вильнюсскую среднюю школу № 37.
В 1972—1993 годах работала в научно-исследовательском институте технического надзора.
В 1993 году окончила Вильнюсский университет и получила специальность экономиста.
В 1994—2007 годах член Избирательной акции поляков Литвы. В течение нескольких лет вице-президент этой организации.
В 1995—2004 годах член районного совета от ИАПЛ в Вильнюсском районе, в этот период была  мэром района.
В 1996 году от Балтийского Фонда стажировалась в США по теме муниципальной работы и налоговым органам. В 1999 году прошла стажировку в США по правам женщин и социальным вопросам.
В 2004 году победила на выборах в Сейм по округу Вильнюс—Ширвинтос, где сотрудничала также с народной фракцией Казимиры Прунскене.
В декабре 2007 года объявила о выходе из ИАПЛ, критикуя авторитарные, по её оценке, методы руководства партией Вальдемара Томашевского.
На выборах в Сейм 2008 года баллотировалась от того же округа, по списку Литовского крестьянского союза. Набрала 4,11 % голосов в первом туре.
В 2015 году Совет Вильнюсского района присвоил звание Почетного гражданина Вильнюсского района.
Владеет литовским, английским, русским и польским языками.
Замужем. Муж Станислав Янушаускас. Сыновья Андрюс и Альгирдас.